# 埼玉県道266号ふじみ野朝霞線

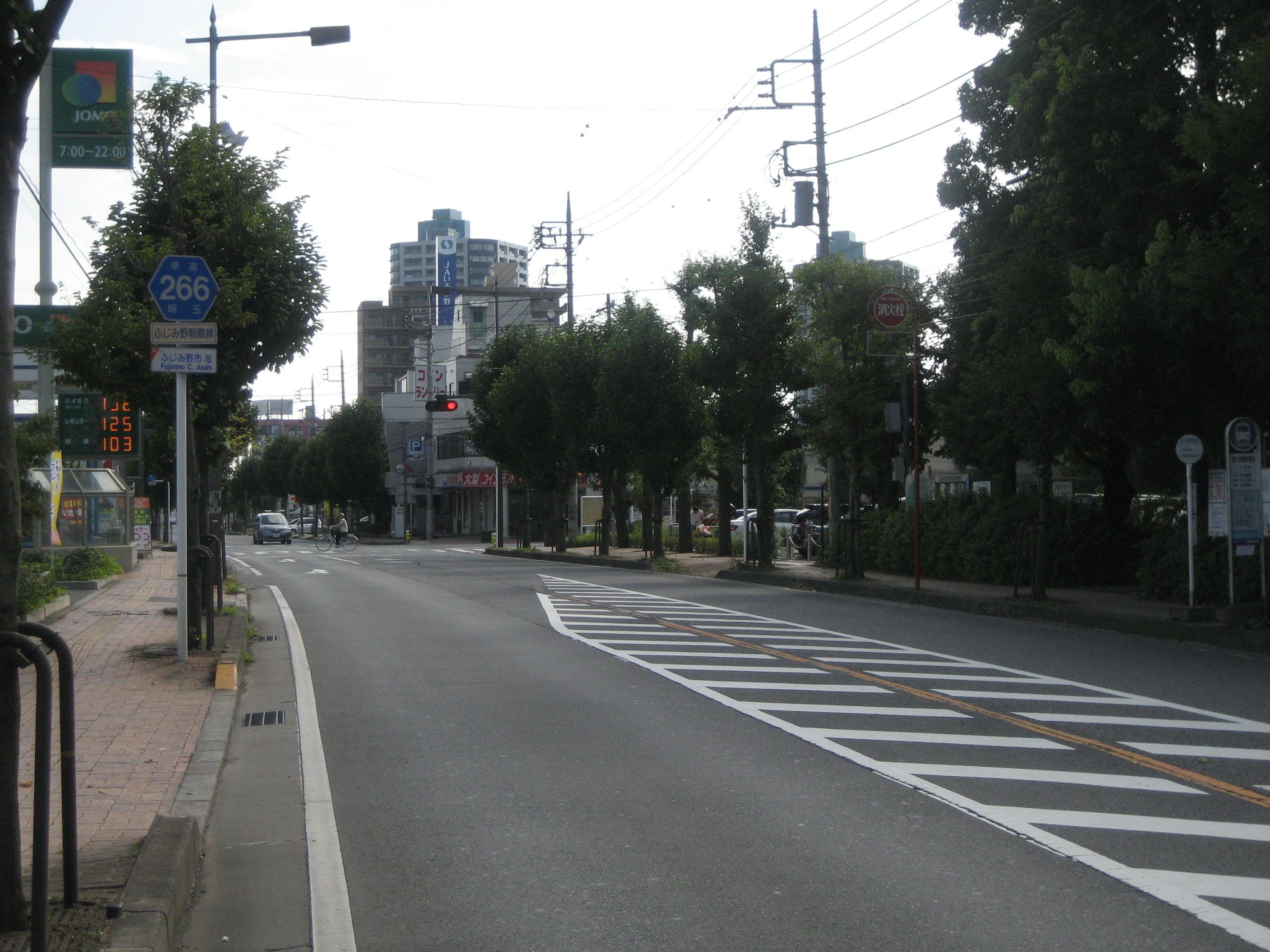
ふじみ野市旭付近

埼玉県道266号ふじみ野朝霞線（さいたまけんどう266ごう ふじみのあさかせん）とは埼玉県ふじみ野市と同県朝霞市を結ぶ道路（一般県道）である。

## 歴史
- 2007年4月1日 路線名を埼玉県道266号大井朝霞線から埼玉県道266号ふじみ野朝霞線へ変更。

## 起点・終点
- 起点：埼玉県ふじみ野市大井「東入間警察署入口交差点」（国道254号交点）
- 終点：埼玉県朝霞市田島「内間木公民館前交差点」（埼玉県道79号朝霞蕨線交点）

## 地理

### 通過する自治体
- 埼玉県
  - ふじみ野市
  - 富士見市
  - 志木市
  - 朝霞市

## 路線状況

### 一般名称
- 本町通り：志木市役所前交差点（埼玉県志木市中宗岡） - 本町3丁目交差点（埼玉県志木市本町）
- 昭和新道：本町3丁目交差点（埼玉県志木市本町） - 朝霞市志木市境
- 中央通り：朝霞市志木市境 - 浜崎3丁目交差点（埼玉県朝霞市浜崎）
- 浜崎通り：浜崎3丁目交差点（埼玉県朝霞市浜崎） - 内間木公民館前交差点（埼玉県朝霞市田島・終点）

### 交差する道路
| 交差する道路                                                                 | 交差する道路                                                                 | 交差点名         | 所在地     | 所在地     |
| ---------------------------------------------------------------------------- | ---------------------------------------------------------------------------- | ---------------- | ---------- | ---------- |
| 国道254号（川越街道）                                                        | 国道254号（川越街道）                                                        | 東入間警察署入口 | ふじみ野市 | 苗間       |
| 埼玉県道245号鶴瀬停車場線                                                    | 埼玉県道334号三芳富士見線                                                    | 鶴瀬駅前         | 富士見市   | 鶴馬       |
| 埼玉県道334号三芳富士見線                                                    |                                                                              | 鶴瀬             | 富士見市   | 鶴馬       |
|                                                                              | 本線                                                                         | 並木             | 富士見市   | 東みずほ台 |
| 国道254号・国道463号 （浦和所沢バイパス）                                    | 国道254号・国道463号 （浦和所沢バイパス）                                    | 岡の坂           | 富士見市   | 水子       |
| 埼玉県道36号保谷志木線 埼玉県道40号さいたま東村山線 （いろは通り・本町通り） | 埼玉県道36号保谷志木線 埼玉県道40号さいたま東村山線 （いろは通り・本町通り） | 志木市役所前     | 志木市     | 中宗岡     |
| 埼玉県道113号川越新座線（志木大通り）                                        | -                                                                            | 市場坂上         | 志木市     | 本町       |
| 埼玉県道244号志木停車場線（本町通り）                                        | 本線                                                                         | 本町3丁目        | 志木市     | 本町       |
| 埼玉県道36号保谷志木線 埼玉県道40号さいたま東村山線 （慶應通り）             | -                                                                            | 昭和新道         | 志木市     | 本町       |
| 埼玉県道112号和光志木線（中央通り）                                          | 本線                                                                         | 浜崎3丁目        | 朝霞市     | 浜崎       |
| 埼玉県道79号朝霞蕨線（朝霞秋ヶ瀬通り）                                       | 埼玉県道79号朝霞蕨線（朝霞秋ヶ瀬通り）                                       | 内間木公民館前   | 朝霞市     | 田島       |

### 重複する区間
- 埼玉県道334号三芳富士見線（埼玉県富士見市鶴馬 「鶴瀬駅前交差点」 - 「鶴瀬交差点」）
- 埼玉県道36号保谷志木線・埼玉県道40号さいたま東村山線（埼玉県志木市 「志木市役所前交差点」 - 「昭和新道交差点」）
- 埼玉県道113号川越新座線（埼玉県志木市 「志木市役所前交差点」 - 「市場坂上交差点」）
- 埼玉県道112号和光志木線（埼玉県志木市本町「昭和新道交差点」 - 朝霞市浜崎「浜崎三丁目交差点」）

### 沿線の主な施設
| 施設                                 | 所在地     |
| ------------------------------------ | ---------- |
| 東入間警察署                         | ふじみ野市 |
| ふじみ野駅                           | ふじみ野市 |
| 鶴瀬病院                             | 富士見市   |
| 鶴瀬駅                               | 富士見市   |
| みずほ台駅                           | 富士見市   |
| さくら記念病院                       | 富士見市   |
| 志木市役所                           | 志木市     |
| いろは保育園                         | 志木市     |
| 細田学園高等学校                     | 志木市     |
| 上町郵便局                           | 志木市     |
| 慶應義塾志木高等学校                 | 志木市     |
| 朝霞浄水場                           | 朝霞市     |
| 東薬師堂                             | 朝霞市     |
| 朝霞第三小学校および学校給食センター | 朝霞市     |
| 朝霞市内間木支所                     | 朝霞市     |
| 念法寺                               | 朝霞市     |
| 朝霞聖地霊園                         | 朝霞市     |
| 内間木公民館                         | 朝霞市     |
| 西濃運輸和光支店                     | 朝霞市     |

## ギャラリー

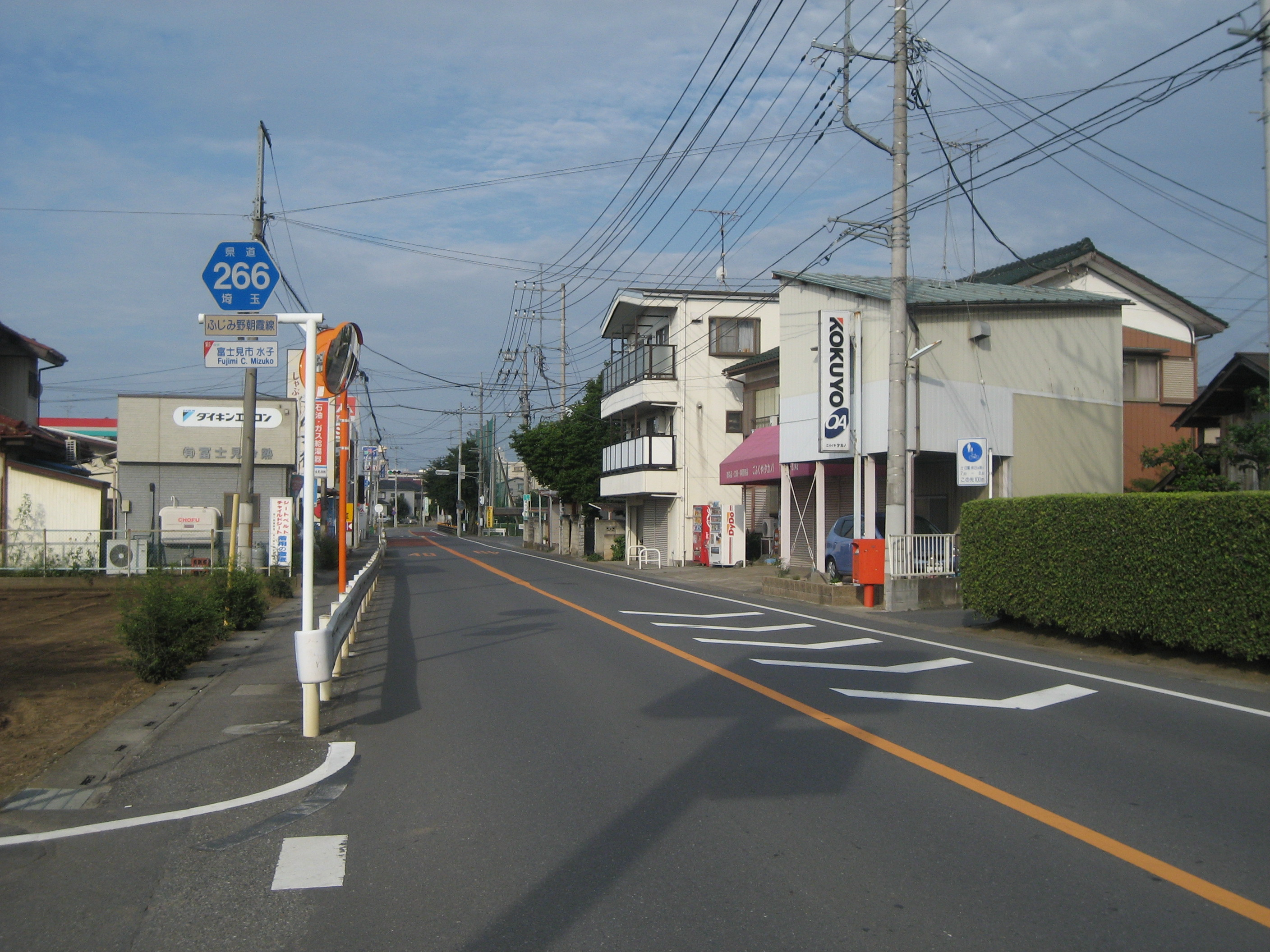
富士見市水子付近